# Malabrigo (película)
Malabrigo es la segunda película del director Alberto Durant estrenada el 1986. Fue un éxito de taquilla al momento de su estreno y con el tiempo se ha convertido en una película de culto para muchos espectadores peruanos y extranjeros.

## Sinopsis
La historia sigue a una mujer llamada Sonia que llega a un pueblo de pescadores en busca de su marido que ha desaparecido. Ella se aloja en un viejo hotel a la espera que alguien dé razón del paradero de su marido. Durante esos días suceden cosas extrañas en el pueblo: un curioso personaje que parece salido del pasado le entrega a Sonia un rollo de fotos y luego se esfuma; el pescado desaparece del mar producto de la pesca intensiva llevada a cabo por don Montero Schaeffer el industrial para el cual trabaja como contador el marido de Sonia. El pueblo de a pocos se va alborotando: hay una sospechosa explosión en la fábrica y llega un curioso investigador de la compañía de seguros. El periodista que investiga los hechos es asesinado y el misterioso cuartelero del hotel va contándole a Sonia una extraña historia que será el hilo conductor que nos llevará a la solución final de este policial cargado de magia: el rollo de fotos es revelado y ahí aparece la fotografía de un crimen que aún está por ocurrir. 

## Producción
"Malabrigo" es una alegoría de un país que se repite trágicamente. El realismo mágico atraviesa al pueblo para darle una dimensión de extrañeza a esta historia de pasiones irresueltas y personajes sumergidos en nuestros dramas eternos.
La película estuvo en desarrollo desde comienzos de los 80s, según cuenta su director esta iba a ser su ópera prima, pero al final se decanto por otro proyecto que también tenía en mente el cual fue Ojos de Perro de 1983, al final esta película catapulto a su director y le dio la confianza para emprender el proyecto que se convertiría en su segundo largometraje.

## Reparto[2]
- Sonia Zalvidea - Charo Verastegui
- Belisario - Ricardo Velásquez
- Pérez - Ramón García
- Otoniel - Luis Álvarez
- Paco - Félix Álvarez
- Rebeca - Annia Linares
- Comisario - Gianfranco Brero
- Sra. Huapaya - Bertha Malabrigo
- Ortega - José María Salcedo
- Montero Sheaffer - Ricardo Blume

## Recepción
Recibió críticas muy positivas de parte de la crítica especializada y el público al momento de su estreno, lo cual se reflejo en el éxito económico que tuvo la película.

## Premios y candidaturas
Premios Goya
| Año  | Categoría                                      | Película  | Resultado |
| ---- | ---------------------------------------------- | --------- | --------- |
| 1986 | Premio Goya a la mejor película iberoamericana | Malabrigo | Nominada  |

Premio de la Prensa Peruana
| Año  | Categoría                  | Película  | Resultado |
| ---- | -------------------------- | --------- | --------- |
| 1986 | Mejor Film Peruano del año | Malabrigo | Ganador   |